# Louis Carpano
Louis Carpano, né en 1823 à Valle Mosso et mort en 1919, est un industriel français du XIXe siècle, qui a développé l'industrie hydroélectrique et celle du décolletage dans la vallée de l'Arve, à Cluses, en Haute-Savoie,.

## Biographie
Originaire du Piémont italien, Louis Carpano est né à Val di Mosso, près de Biella et a effectué ses études à l'école d'horlogerie de Cluses, dès l'âge de 19 ans, sous la direction du fondateur Achille Benoit.  Après avoir travaillé à Cluses, il va se perfectionner en Suisse, vers 1854, chez l'horloger Patek. Il perfectionne la machine à tailler les fraises et met au point la fraise à arrondir.
À partir de 1869, il s'associe au maire de Cluses, Henri Jaccottet, qui dirige une usine d’étirement de l’acier à pignons et produit des dents d’engrenage, sur le site de l'ancienne Manufacture de coton de Cluses. Louis Carpano décide d’agrandir l'usine de l'Arve en 1873. En 1876, son atelier est le seul à être mécanisé, alors que partout ailleurs on travaille à la main. En 1893 il installe une turbine de 500 chevaux et vend de l'électricité à la ville de Cluses. Couplée à des dynamos Tury, fournies par la Compagnie pour l’industrie électrique de Genève, l'usine obtient une concession électrique de 1893 à 1938, ainsi qu’une concession pour la fourniture d’eau.
En 1960, son descendant homonyme Louis Carpano a fondé à Cluses, avec Charles Pons, la société Carpano & Pons, de mécanique, micromécanique et décolletage de précision. Créé en 1969, leur filiale Somfy est rachetée par le groupe Damart en 1984.